# 仁化县
仁化县是中国广东省韶关市下辖的一个县，位于广东省北部，是粤、湘、赣三省交接地，东接江西省崇义县、大余县，北邻湖南省汝城县，南距韶关市区50公里。位于县城南面的丹霞山是著名的旅游风景区。
仁化縣歷史悠久，南朝齊年間（479-502年），始建仁化縣，距今1500多年。因“尉佗自王南越，築仁化城，後為仁化鄉。唐垂拱中置仁化縣。”

## 名称由來
唐朝垂拱四年置縣於仁化鄉之走馬坪，因以仁化名縣，故而得名。

## 历史沿革
- 前207年，南越王赵佗在仁化北端筑城，为南越北端隘口，筑城处至今仍称为城口。
- 479年，南齐始置仁化县，属湘州始兴郡。
- 502年，梁朝撤消仁化县，并入曲江县。
- 688年，唐朝垂拱四年，从曲江划出仁化、光宅、清化、潼阳复置仁化县，隶属韶州。
- 2004年，隶属曲江县的周田镇、黄坑镇、大桥镇三镇并入仁化县。

## 地理
仁化县的地形复杂，大致为北高南低，以山地丘陵为主，山地占全县面积约70%，丘陵约占20%，小平原约占10%。位于东北湘粤赣交界处的万时山海拔高1559.3米，是全县最高点。仁化南面有大面积的红色砂岩地貌——丹霞地貌，面积达290平方公里，一延绵几十公里，南至韶关市北郊。县境东西长47.3平方公里，南北宽44平方公里，总面积2223平方公里，其中山地70%，丘陵20%，小平原10%。

## 气候
属中亚热带季风气候，冬春冷，夏秋热，年平均气温19.6℃；年平均降雨量1619.6毫米；无霜期305天。

## 行政区划

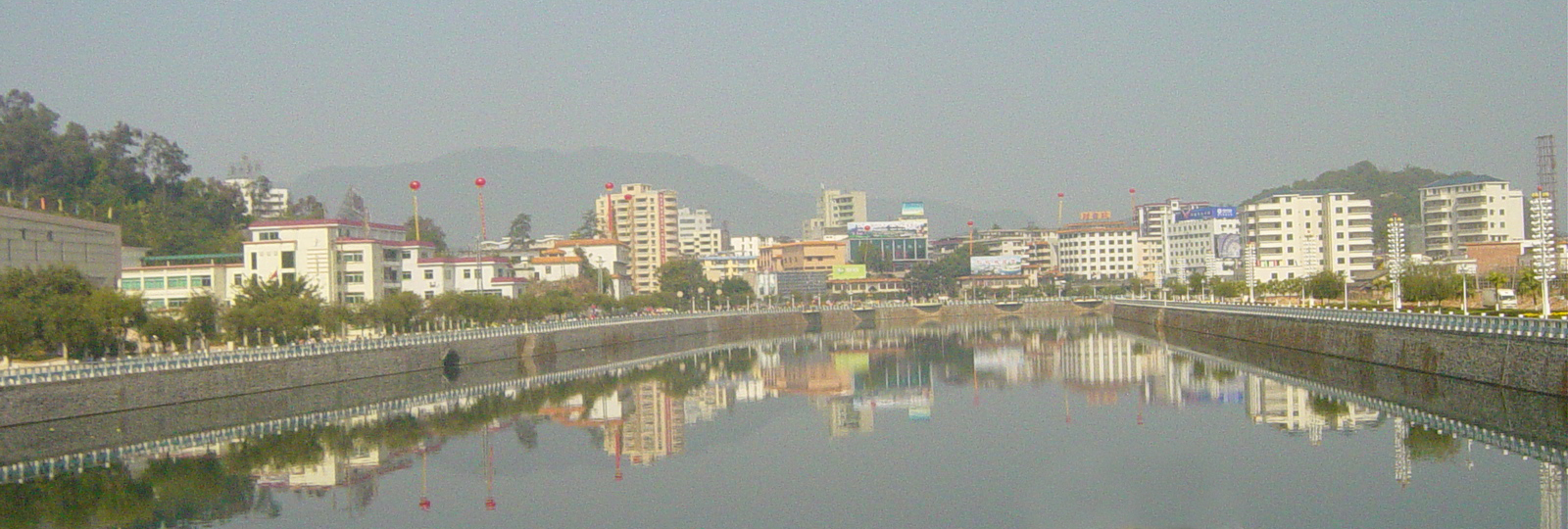
仁化县的县政府驻地仁化镇

仁化县下辖1个街道办事处、10个镇：
丹霞街道、闻韶镇、扶溪镇、长江镇、城口镇、红山镇、石塘镇、董塘镇、大桥镇、周田镇和黄坑镇。

## 交通
- 106国道、 323国道、 535国道过境。
- 武深高速、 南韶高速交汇于仁化。

## 人口
截至2018年末，仁化县常住人口21.18万人，比上年末增加0.12万人，其中城镇常住人口8.69万人，占常住人口的比重（常住人口城镇化率）为41.01%，比上年末提高0.89个百分点，户籍人口城镇化率为39.96%。全年出生人口2477人，出生率12.68‰；死亡人口1349人，死亡率6.9‰；自然增长率5.77‰。
截至2018年末，仁化县户籍人口24.48万人，其中：城镇人口9.78万人，占40%；乡村人口14.7万人，占60%；按性别分：男性人口12.51万人，占总人口比重为51.1%；女性人口11.97万人，占总人口比重48.9%。
截至2019年末，仁化縣户籍人口24.5萬人，其中：城鎮人口9.9萬人，佔40.4%；鄉村人口14.6萬人，佔59.6%；按性別分：男性人口12.5萬人，佔總人口比重為51%；女性人口12萬人，佔總人口比重49%。
根據第七次全国人口普查數據，截至2020年11月1日零時，仁化縣常住人口為186009人。

## 物产
境内土地、森林、矿产、水力、旅游资源极为丰富。全县拥有大量耕地面积、宜林面积、有林面积，森林覆盖率78%，活立木蓄积量600多万立方米，毛竹面积2.3万多公顷，毛竹蓄积量2500万多株，年产毛竹400多万条。水力资源蕴藏量约12万千瓦，水电总装机容量达约10万千瓦。矿产资源主要有煤、铅、锌、钨、铁、铜、铀、锰、锡、硅石、磷、水晶、花岗岩等40余种，境内有全国最大的铅锌矿——凡口铅锌矿和中央企业核工业部七四五矿，煤炭蕴藏量列全省第二位。

## 风景名胜
- 丹霞山是国家级重点风景名胜区、国家AAAA级景区、世界地质公园、国家级自然保护区、世界地理学上“丹霞地貌”的命名地，风光秀丽，景色宜人，闻名遐尔。
- 韶石山位于仁化县周田镇，距韶关市区25公里，相传舜帝南巡，登而凑韶乐，因此而得名。风景优美，是一片待开发之地。
- 双峰寨位于县城西19公里的石塘镇内，该寨外形为长方形，用石灰和青砖砌成，有一座主楼和四个炮楼，主楼与炮楼之间有高9米，宽1.2米的城墙相连。是个少有的巨型寨堡。

- 双峰寨
- 云龙寺塔
- 澌溪寺塔
- 仁化文峰塔
- 丹霞山摩崖石刻
- 丹霞山阳元石
- 丹霞山阴元石

## 特产
仁化白毛茶：中国地理标志产品。